# Andorras herrlandslag i volleyboll
Andorras herrlandslag i volleyboll representerar Andorra i volleyboll på herrsidan. De har deltagit i Europamästerskapet i volleyboll för små nationer flera gånger och som bäst kommit tvåa, vilket de gjorde 2007. De har också deltagit vid spelen för små stater i Europa, där de har tre andraplatser.